# Ligne Chizu Express Chizu
La ligne Chizu Express Chizu (智頭急行智頭線, Chizu kyūkō Chizu-sen) est une ligne de train japonaise exploitée par la Chizu Express. Cette ligne relie Kamigōri à Chizu dans la préfecture de Tottori. La ligne permet de rejoindre depuis la région de Tottori, la grande région du Keihanshin. Les trains express Super Hakuto et Super Inaba qui sont exploités par la CKK et la JR West empruntent cette voie.

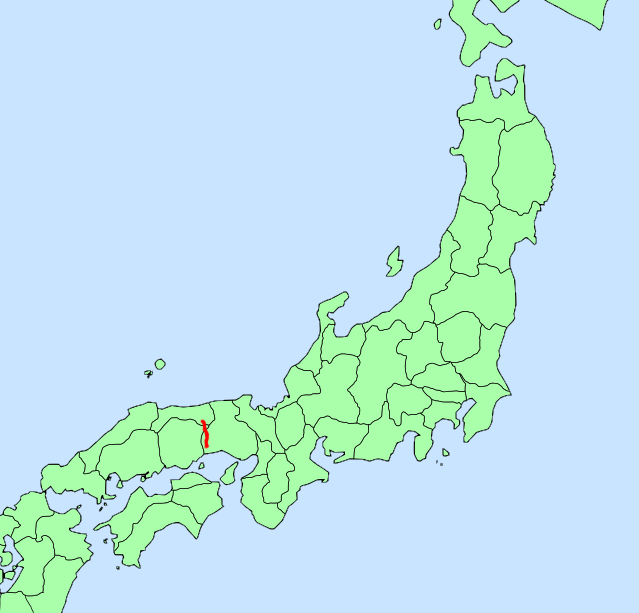
Carte de la ligne Chizu Express Chizu.

## Description
D'une longueur de 56,1 km, la ligne comporte quatorze gares (incluant les gares de départ et d'arrivée de la ligne), avec une distance moyenne de 4,31 km entre chaque gare. La vitesse d'exploitation maximale est de 130 km/h avec une pente maximale de 26 ‰.

## Histoire
En 1991, la compagnie lance un projet de construction de ligne de chemin de fer. Le jour suivant le projet est validé. Un an plus tard, la compagnie confie à une société, la construction de sa ligne. Le 3 décembre 1994, la ligne est inaugurée avec au début trois aller-retours journaliers des Super Hakuto de série HOT7000. La JR West utilise un train de série KiHa181 avec un seul aller-retour dans la journée. Quant aux trains locaux, ils effectuent entre douze et dix-sept aller-retours. À cause du séisme de 1995 à Kobe, le service est momentanément interrompu. Il reprendra quatre jours plus tard, le 21 janvier 1995 entre Himeji et Tottori. En 1997, le nombre d'aller-retour du train express Super Hakuto passe à cinq. Depuis le 1er octobre 2003, les trains express Super Inaba de série KiHa187 effectue cinq aller-retours.

## Types de service
- En train express Super Inaba (JR West) entre Kamigōri et Chizu

| Kamigōri | Sayo | Ōhara | Chizu |
| -------- | ---- | ----- | ----- |
| -        | 14   | 26    | 42    |

- En train express Super Hakuto (CKK) entre Kamigōri et Chizu

| Kamigōri | Sayo | Ōhara | Chizu |
| -------- | ---- | ----- | ----- |
| -        | 12   | 27    | 44    |

- En train local (CKK) entre Kamigōri et Chizu

| Kamigōri | Sayo | Ōhara | Chizu |
| -------- | ---- | ----- | ----- |
| -        | 19   | 39    | 87    |

## Liste des gares
- Les trains " Local " s’arrêtent à toutes les gares.
- Les trains " Express" sont sur la colonne E.

| Gare             | Gare            | Distance en km    | Distance en km  | E | Correspondance            | Localisation | Localisation |
| Nom de la Gare   | Nom en japonais | Entre chaque gare | Depuis Kamigōri | E | Correspondance            | Préfecture   | Ville        |
| ---------------- | --------------- | ----------------- | --------------- | - | ------------------------- | ------------ | ------------ |
| Kamigōri         | 上郡            | -                 | 0.0             |   | JR West - A S Ligne Sanyō | Hyōgo        | Kamigōri     |
| Kokenawa         | 苔縄            | 4.8               | 4.8             |   |                           | Hyōgo        | Kamigōri     |
| Konohara-Enshin  | 河野原円心      | 2.6               | 7.4             |   |                           | Hyōgo        | Kamigōri     |
| Kuzaki           | 久崎駅          | 4.8               | 12.2            |   |                           | Hyōgo        | Sayō         |
| Sayo             | 佐用駅          | 5.0               | 17.2            |   | JR West - K Ligne Kishin  | Hyōgo        | Sayō         |
| Hirafuku         | 平福駅          | 5.3               | 22.5            |   |                           | Hyōgo        | Sayō         |
| Ishii            | 石井            | 4.6               | 27.1            |   |                           | Hyōgo        | Sayō         |
| Miyamoto-Musashi | 宮本武蔵駅      | 3.5               | 30.6            |   |                           | Okayama      | Mimasaka     |
| Ōhara            | 大原駅          | 2.6               | 33.2            |   |                           | Okayama      | Mimasaka     |
| Nishi-Awakura    | 西粟倉駅        | 4.2               | 37.4            |   |                           | Okayama      | Nishiawakura |
| Awakura-Onsen    | あわくら温泉駅  | 3.2               | 40.6            |   |                           | Okayama      | Nishiawakura |
| Yamasato         | 山郷駅          | 6.6               | 47.2            |   |                           | Tottori      | Chizu        |
| Koi-Yamagata     | 恋山形駅        | 2.8               | 50.0            |   |                           | Tottori      | Chizu        |
| Chizu (ja)       | 智頭駅          | 6.1               | 56.1            |   | JR West - B Ligne Inbi    | Tottori      | Chizu        |

## Matériel roulant
La JR West utilise des trains de série KiHa187, quant à la Chizu Express, elle utilise des séries HOT7000 pour les trains express et HOT3500 pour le trains locaux.

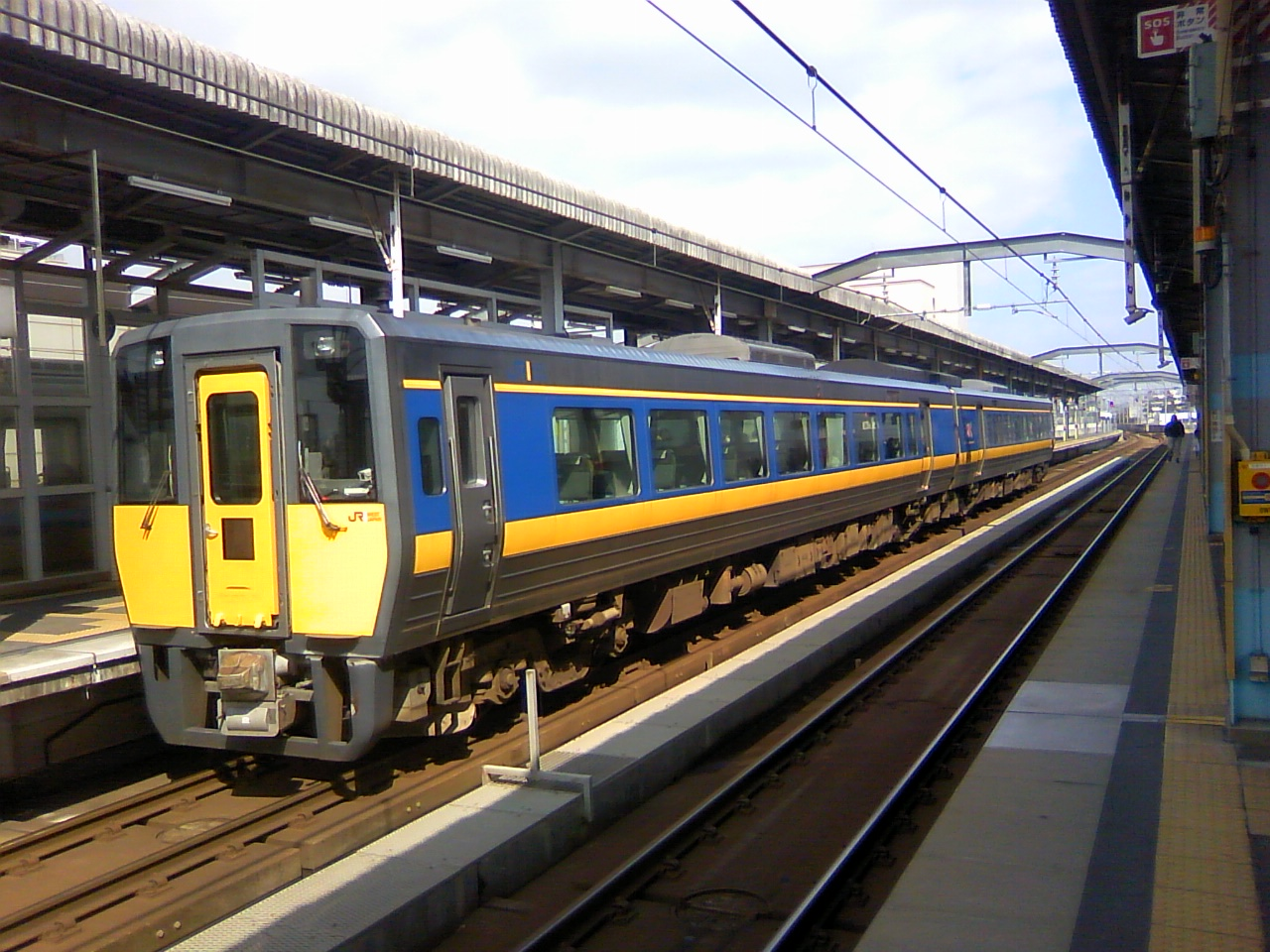
série KiHa187
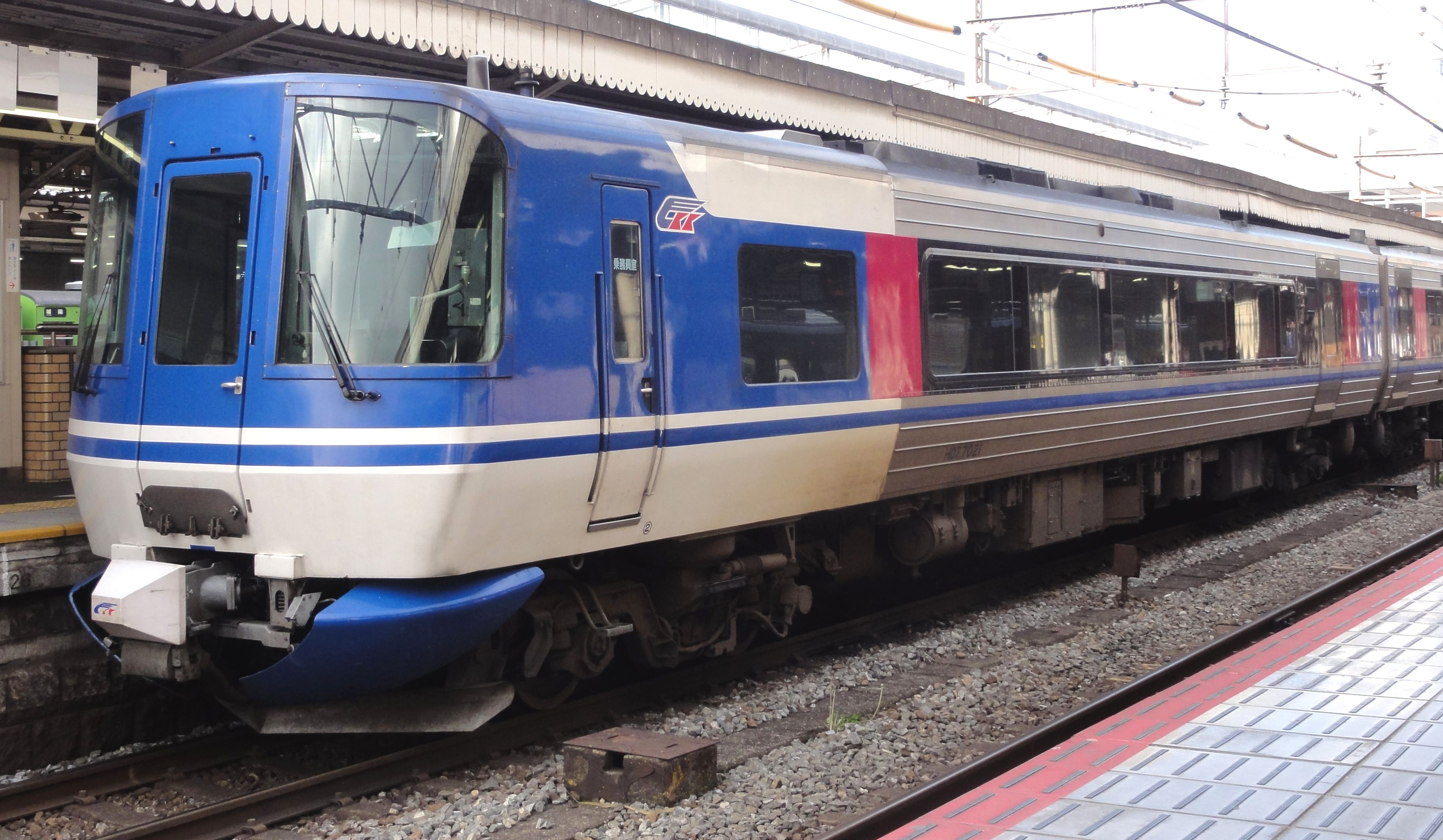
série HOT7000
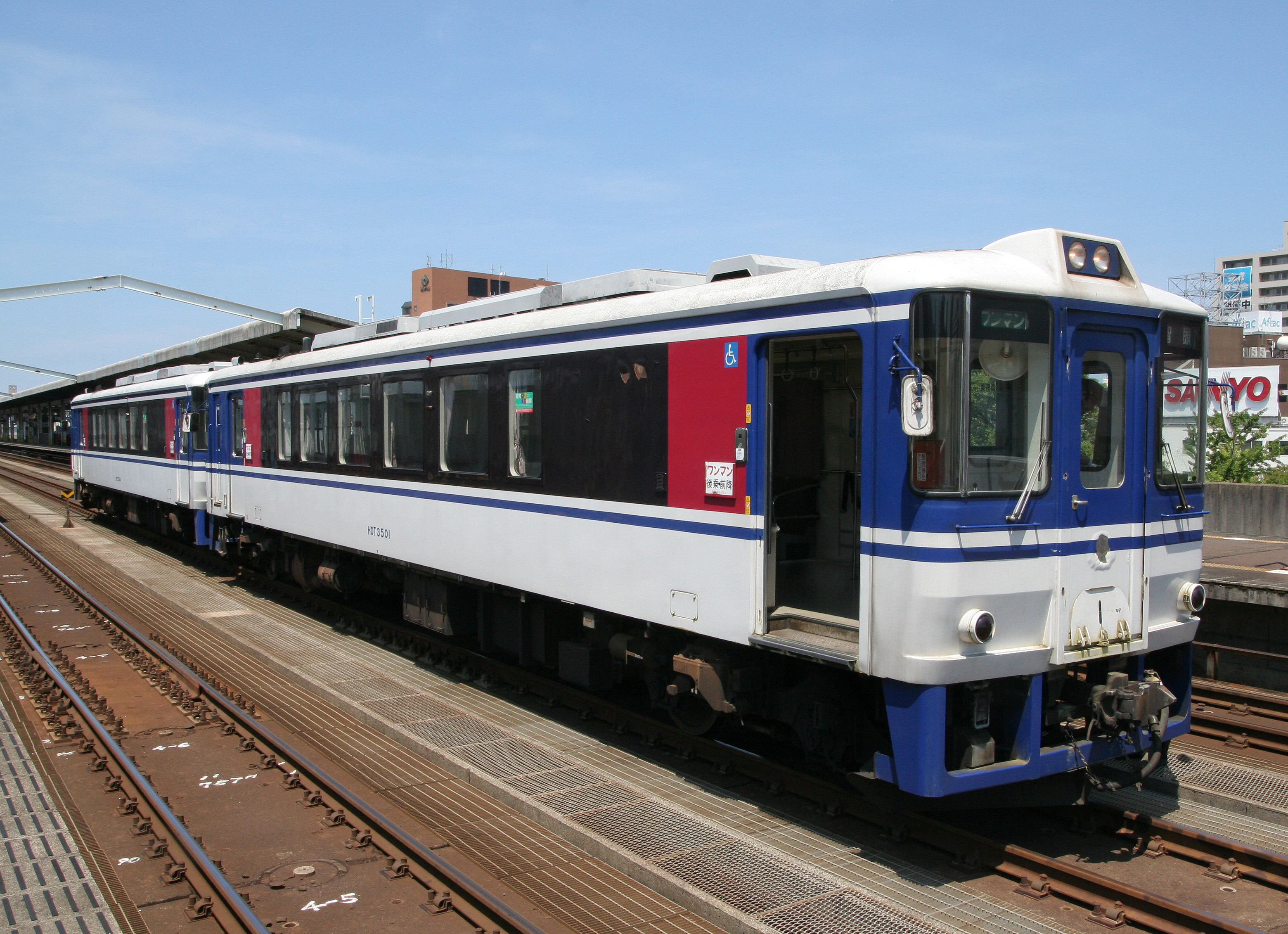
série HOT3500